# Hiroyasu Shimizu
Hiroyasu Shimizu (jap. 清水 宏保 Shimizu Hiroyasu; ur. 27 lutego 1974 w Obihiro) – japoński łyżwiarz szybki, trzykrotny medalista olimpijski, wielokrotny medalista mistrzostw świata oraz trzykrotny zdobywca Pucharu Świata.
Pochodzi ze znanej z łyżwiarstwa miejscowości Obihiro na wyspie Hokkaido. Shimizu zaczął jeździć na łyżwach w wieku trzech lub czterech lat. Jego pierwszym trenerem był jego ojciec Hitoshi, który wyrobił w nim nawyk ciągłego i bardzo wymagającego treningu. Po ukończeniu szkoły średniej Shirakaba Gakuen, znanej z programu łyżwiarskiego, studiował na Uniwersytecie Nippon. W okresie studiów zaczął odnosić sukcesy międzynarodowe. Obecnie mieszka w Tokio. Shimizu jest niski, co w wybranej przez niego dyscyplinie jest niekorzystne, ale jego unikatowa technika i zaangażowanie sprawiły, że mimo to odniósł ogromy sukces, który uczynił z niego niemal bohatera narodowego.

## Kariera sportowa
Podczas zawodów Pucharu Świata w Calgary w 1996 Shimizu ustanowił rekord świata na dystansie 500 m: 35,39 s. Był to ostatni rekord ustanowiony przed powszechnym wprowadzeniem tzw. clap skates. W 1998, używając clap skates, pobił ten rekord o ponad pół sekundy, po raz pierwszy przekraczając barierę 35 s (34,82 s).
W czasie zimowych igrzysk olimpijskich w Nagano znalazł się pod wielką presją. Udało mu się spełnić oczekiwania, zdobywając złoty medal na dystansie 500 m. Został w ten sposób pierwszym japońskim mistrzem olimpijskim w łyżwiarstwie szybkim. Cztery lata później, podczas igrzysk w Salt Lake City, pomimo poważnych problemów z plecami będących wynikiem wypadku samochodowego w 2001, udało mu się wywalczyć srebrny medal, tracąc w stosunku do zwycięzcy (Casey FitzRandolph) zaledwie 0,03 s. Była to najmniejsza różnica wyników zanotowana podczas igrzysk na tym dystansie.
Shimizu nigdy nie został mistrzem świata w sprincie, ale trzykrotnie zdobywał srebrny medal (1995, 1996, 2001) oraz brązowy medal (1993, 1999, 2000). Został mistrzem świata podczas pierwszych mistrzostwach świata na dystansach w 1996 i od tego czasu niemal co roku znajduje się na podium: jako mistrz świata w 1998, 1999, 2000 i 2001, jako zdobywca srebrnego medalu w 2003 i 2005 oraz brązowego w 1997.
W 2001 został uhonorowany nagrodą Oscara Mathisena za ustanowienie rekordu świata na dystansie 500 m (34,32 s). Był to jego czwarty rekord świata na tym dystansie. Obecnie należy do niego rekord świata na dystansie 100 m (9,43 s), ustanowiony w 2003 w Salt Lake City. W Pucharze Świata odniósł 35 zwycięstw, łącznie 62 razy stawał na podium.